# Panaeolus
Panaeolus es un género de hongos del orden Agaricales. Se había incluido anteriormente en las familias Bolbitiaceae,  Coprinaceae y Psathyrellaceae pero actualmente es incertae sedis. En Catalogue of Life existen 162 registros de especies mientras que en Index Fungorum se tienen 172. Algunas especies del género son hongos psilocibios.

## Taxonomía
Panaeolus fue descrito por el micólogo sueco Elias Magnus Fries y publicado en Mémoires de la Société d'Émulation de Montbéliard ser. 2, 5: 151 en 1872.

### Especies
Algunas de las especies dentro del género son:
- Panaeolus antillarum (Fr.) Dennis, 1961

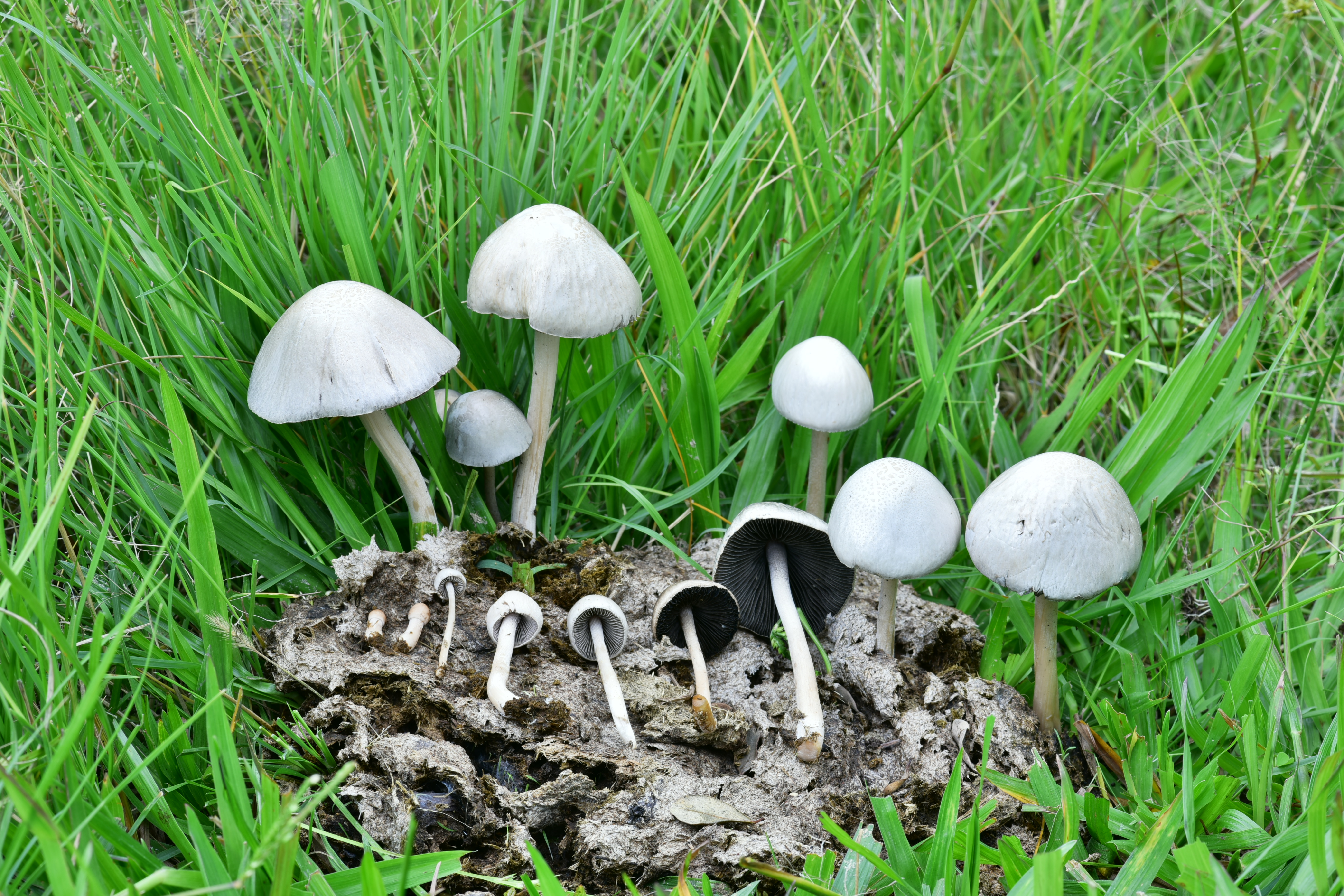
Panaeolus antillarum en Maravatío, estado de Michoacán, México, un hongo saprótrofo.

- Panaeolus axfordii Y. Hu, S.C. Karunarathna, P.E. Mortimer & J.C. Xu, 2020
- Panaeolus bisporus (Malençon & Bertault) Ew. Gerhardt, 1996
- Panaeolus cambodginiensis Ola'h & R.Heim, 1969
- Panaeolus cinctulus (Bolton) Saccardo, 1887
  - = Panaeolus subbalteatus (Berk. & Broome) Sacc., 1887

- Panaeolus cyanescens (Berk. & Broome) Sacc., 1887
- Panaeolus foenisecii (Pers.) J.Schröt., 1926
- Panaeolus olivaceus F.H.Møller, 1945
- Panaeolus papilionaceus (Bull.) Quél., 1872
  - = Panaeolus sphinctrinus

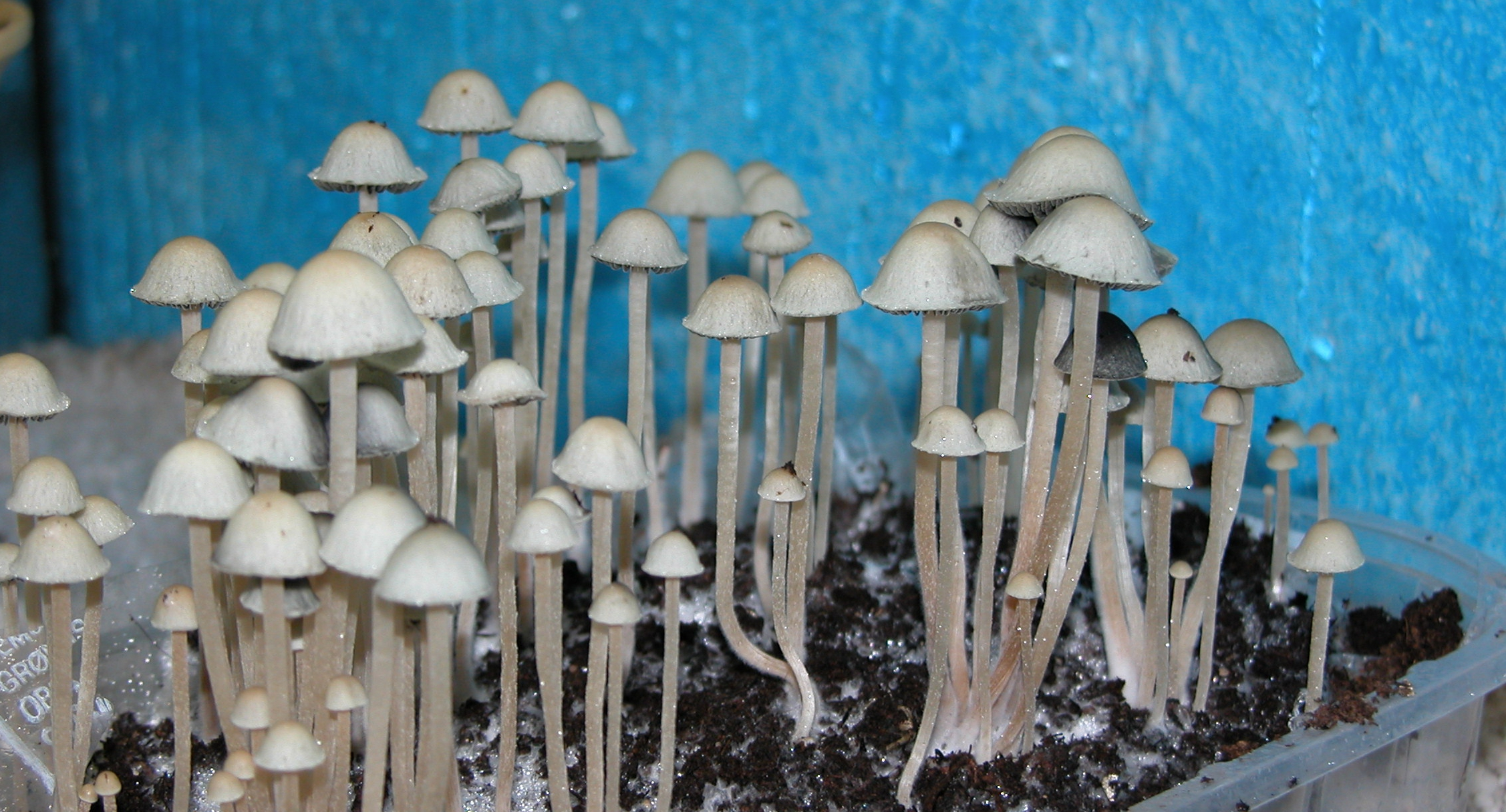
Cultivo de Panaeolus cyanescens, una seta alucinógena dentro del género.

  - = Panaeolus campanulatus var. sphinctrinus
- Panaeolus semiovatus (Sowerby) S.Lundell & Nannf.,1938
- Panaeolus retirugis (Fr.) Gillet, 1878

## Importancia cultural y económica
Algunas especies contienen en sus basidiocarpos los alcaloides triptamínicos psilocibina (4-fosforiloxi-N,N-dimetiltriptamina) y psilocina  (4-hidroxi-N,N-dimetiltriptamina) como P. bisporus, P. cambodginiensis, P. cyanescens, P. foenisecii, P. olivaceus, P. papilionaceus, y P. tropicalis.  Al ser ingeridos oralmente, la psilocibina contenida en las setas se metaboliza en el hígado transformándose en el metabolito activo psilocina, la molécula responsable de los efectos psicotrópicos en el ser humano. Ambos compuestos se encuentran en investigación a nivel de ensayos clínicos para su uso en el tratamiento de adicciones, la ansiedad por la muerte y la depresión severa.

### Psiconáutica
El filósofo español Antonio Escohotado menciona que «si la LSD invoca finalmente experiencias de muerte y resurrección, la psilocibina llama más bien a experiencias de amar y compartir, acompañadas por altos grados de libertad en la percepción. Las visiones más complejas y nítidas, más suntuosamente acabadas, las he tenido usando esta sustancia, tanto en forma vegetal como sintética».